# Landes et tourbières du camp militaire de Bitche
Landes et tourbières du camp militaire de Bitche este o arie protejată (sit de importanță comunitară — SCI) din Franța întinsă pe o suprafață de 173 ha, integral pe uscat.

## Localizare
Centrul sitului Landes et tourbières du camp militaire de Bitche este situat la coordonatele 49°04′57″N 7°31′19″E / 49.0825°N 7.52194°E.

## Înființare
Situl Landes et tourbières du camp militaire de Bitche a fost declarat arie specială de conservare în baza directivei 92/43 din 1992 referitoare la conservarea habitatelor naturale și a faunei și florei sălbatice pentru a proteja 6 specii de animale.

## Biodiversitate
Situată în ecoregiunea continentală, aria protejată conține 11 habitate naturale: Vegetație psamofilă uscată cu pășuni deschise de Corynephorus și Agrostis, Mlaștini împădurite, Păduri de fag Luzulo-Fagetum, Turbării active, Pajiști uscate europene, Depresiuni pe substraturi de turbă de Rhynchosporion, Pajiști umede nord-atlantice cu Erica tetralix, Mlaștini oligotrofe degradate, capabile încă de regenerare naturală, Cursuri de apă de la nivel de câmpie la nivel montan, cu vegetație Ranunculion fluitantis și Callitricho-Batrachion, Mlaștini turboase de tranziție și turbării mișcătoare, Formațiuni ierboase bogate în specii de Nardus, dezvoltate pe substraturi silicioase în zone montane (și în zone submontane, în Europa continentală).
La baza desemnării sitului se află mai multe specii protejate:
- amfibieni (1): triton cu creastă (Triturus cristatus)
- mamifere (3): râs eurasiatic (Lynx lynx), liliac cu urechi mari (Myotis bechsteinii), liliac comun (Myotis myotis)
- nevertebrate (1): rădașcă (Lucanus cervus)
- pești (1): cicar (Lampetra planeri)

Pe lângă speciile protejate, pe teritoriul sitului au mai fost identificate 6 specii de plante, 5 specii de păsări, 5 specii de amfibieni, 7 specii de mamifere, 2 specii de nevertebrate, 1 specie de reptile.